# Élection présidentielle algérienne de 1963
L'élection présidentielle algérienne de 1963 a lieu le 15 septembre 1963 afin d'élire pour la première fois au suffrage direct le président de la République algérienne démocratique et populaire. 
Seul candidat, dans le contexte d'un régime à parti unique mené par le Front de libération nationale, Ahmed Ben Bella est élu avec 99,60 % des voix.

## Résultats
| Candidats                | Candidats                | Partis                   | Voix      | %     |
| ------------------------ | ------------------------ | ------------------------ | --------- | ----- |
|                          | Ahmed Ben Bella          | FLN                      | 5 805 103 | 99,61 |
| Contre                   | Contre                   | Contre                   | 22 515    | 0,39  |
|                          |                          |                          |           |       |
| Votes valides            | Votes valides            | Votes valides            | 5 827 618 | 99,62 |
| Votes blancs et nuls     | Votes blancs et nuls     | Votes blancs et nuls     | 22 515    | 0,38  |
| Total                    | Total                    | Total                    | 5 850 133 | 100   |
| Abstention               | Abstention               | Abstention               | 731 207   | 11,11 |
| Inscrits / participation | Inscrits / participation | Inscrits / participation | 6 581 340 | 88,89 |